# Liga de Voleibol Argentina 2024-25
La Liga de Voleibol Argentina 2024-25 fue la vigésima novena edición del certamen profesional de máxima división de equipos de vóley masculino en la Argentina.
Ciudad Vóley se consagró campeón por tercer año consecutivo al derrotar al CEF 5 (La Rioja), en lo que fue su quinta final consecutiva.

## Equipos participantes
| Club                   | Ciudad                         |
| ---------------------- | ------------------------------ |
| CEF 5                  | La Rioja, La Rioja             |
| Ciudad Vóley           | Ciudad de Buenos Aires         |
| Vélez Sarsfield        | Ciudad de Buenos Aires         |
| Defensores de Banfield | Banfield, Buenos Aires         |
| Boca Juniors           | Ciudad de Buenos Aires         |
| Waiwen Vóley Club      | Comodoro Rivadavia, Chubut     |
| Monteros Vóley Club    | Monteros, Tucumán              |
| River Plate            | Ciudad de Buenos Aires         |
| Tucumán de Gimnasia    | San Miguel de Tucumán, Tucumán |
| San Lorenzo            | Ciudad de Buenos Aires         |

### Distribución geográfica de los equipos
| Jurisdicción                    | Cant. | Equipos                                                               |
| ------------------------------- | ----- | --------------------------------------------------------------------- |
| Ciudad Autónoma de Buenos Aires | 5     | Ciudad Vóley, River Plate, San Lorenzo, Boca Juniors, Vélez Sarsfield |
| Provincia de Tucumán            | 2     | Monteros Vóley, Tucumán de Gimnasia                                   |
| Provincia de La Rioja           | 1     | CEF 5                                                                 |
| Provincia de Chubut             | 1     | Waiwen Vóley Club                                                     |
| Provincia de Buenos Aires       | 1     | Defensores de Banfield                                                |

## Modo de disputa
En primer lugar se disputará una fase regular con el sistema de todos contra todos, dónde los ocho mejores clasificarán a cuartos de final. Los playoffs se jugarán ida y vuelta a dos partidos, exceptuando los partidos desempate y la final que se jugará al mejor de tres partidos.

## Fase regular
| Pos. | Equipo                 | Pts | Partidos | Partidos | Partidos |
| Pos. | Equipo                 | Pts | PJ       | PG       | PP       |
| ---- | ---------------------- | --- | -------- | -------- | -------- |
| 1.º  | Ciudad Vóley           | 47  | 18       | 16       | 2        |
| 2.º  | CEF 5                  | 43  | 18       | 14       | 4        |
| 3.º  | Monteros Vóley         | 34  | 18       | 11       | 7        |
| 4.º  | San Lorenzo            | 30  | 18       | 11       | 7        |
| 5.º  | Tucumán de Gimnasia    | 27  | 18       | 9        | 9        |
| 6.º  | River Plate            | 25  | 18       | 8        | 10       |
| 7.º  | Boca Juniors           | 25  | 18       | 8        | 10       |
| 8.º  | Waiwen Vóley Club      | 23  | 18       | 8        | 10       |
| 9.º  | Defensores de Banfield | 12  | 18       | 3        | 15       |
| 10.º | Vélez Sarsfield        | 4   | 18       | 2        | 16       |

|  | Clasificados a cuartos de final. |

## Playoffs
|  | Cuartos de final    | Cuartos de final    | Cuartos de final |              |              | Semifinales  | Semifinales | Semifinales |  |       | Final | Final | Final |  |
|  |                     |                     |                  |              |              |              |             |             |  |       |       |       |       |  |
|  |                     |                     |                  |              |              |              |             |             |  |       |       |       |       |  |
|  | CEF 5               | CEF 5               | 2                |              |              |              |             |             |  |       |       |       |       |  |
|  | CEF 5               | CEF 5               | 2                |              |              |              |             |             |  |       |       |       |       |  |
|  | Boca Juniors        | Boca Juniors        | 0                |              |              |              |             |             |  |       |       |       |       |  |
|  | Boca Juniors        | Boca Juniors        | 0                |              | CEF 5        | CEF 5        | 2           |             |  |       |       |       |       |  |
|  |                     |                     |                  |              | CEF 5        | CEF 5        | 2           |             |  |       |       |       |       |  |
|  |                     |                     | River Plate      | River Plate  | 0            |              |             |             |  |       |       |       |       |  |
|  | Monteros Vóley      | Monteros Vóley      | River Plate      | River Plate  | 0            | 1            |             |             |  |       |       |       |       |  |
|  | Monteros Vóley      | Monteros Vóley      |                  |              |              |              |             |             |  |       |       |       |       |  |
|  | River Plate         | River Plate         | 2                |              |              |              |             |             |  |       |       |       |       |  |
|  | River Plate         | River Plate         | 2                |              |              |              |             |             |  | CEF 5 | CEF 5 | 1     |       |  |
|  |                     |                     |                  |              |              |              |             |             |  | CEF 5 | CEF 5 | 1     |       |  |
|  |                     |                     | Ciudad Vóley     | Ciudad Vóley | 3            |              |             |             |  |       |       |       |       |  |
|  | Ciudad Vóley        | Ciudad Vóley        | Ciudad Vóley     | Ciudad Vóley | 3            | 2            |             |             |  |       |       |       |       |  |
|  | Ciudad Vóley        | Ciudad Vóley        |                  |              |              |              |             |             |  |       |       |       |       |  |
|  | Waiwen Vóley Club   | Waiwen Vóley Club   | 0                |              |              |              |             |             |  |       |       |       |       |  |
|  | Waiwen Vóley Club   | Waiwen Vóley Club   | 0                |              | Ciudad Vóley | Ciudad Vóley | 2           |             |  |       |       |       |       |  |
|  |                     |                     |                  |              | Ciudad Vóley | Ciudad Vóley | 2           |             |  |       |       |       |       |  |
|  |                     |                     | San Lorenzo      | San Lorenzo  | 0            |              |             |             |  |       |       |       |       |  |
|  | San Lorenzo         | San Lorenzo         | San Lorenzo      | San Lorenzo  | 0            | 2            |             |             |  |       |       |       |       |  |
|  | San Lorenzo         | San Lorenzo         |                  |              |              |              |             |             |  |       |       |       |       |  |
|  | Tucumán de Gimnasia | Tucumán de Gimnasia | 0                |              |              |              |             |             |  |       |       |       |       |  |
|  | Tucumán de Gimnasia | Tucumán de Gimnasia | 0                |              |              |              |             |             |  |       |       |       |       |  |
|  |                     |                     |                  |              |              |              |             |             |  |       |       |       |       |  |